# WTA 125 2023
WTA 125 2023 byl dvanáctý ročník mezinárodních tenisových turnajů v rámci série WTA 125, střední úrovně ženského profesionálního tenisu organizované Ženskou tenisovou asociací. Startovní listina zahrnovala třicet jedna turnajů na třech kontinentech. Dvacet jedna z nich se hrálo v Evropě, pět v Severní Americe a pět v Jižní Americe. Vůči sezóně 2022 počet událostí vzrostl o sedm. Podruhé v řadě z kalendáře vypadla asijská část. Rozpočet turnajů činil 115 000 dolarů vyjma stanfordského Golden Gate Open, s navýšenou dotací 160 000 dolarů. Okruh probíhal mezi lednem a prosincem 2023. 
V sérii WTA 125 byly poprvé hrány turnaje v mexickém San Luis Potosí, katalánských městech La Bisbal d'Empordà a Reus, stanfordský Golden Gate Open a slovinský Ljubljana Open. Po deseti letech se do kalendáře vrátil turnaj v kolumbijském Cali, který ročník zahájil.
Kvůli pokračující invazi Ruska na Ukrajinu, zahájené v únoru 2022, zůstalo v platnosti rozhodnutí řídících organizací tenisu ATP, WTA a ITF s grandslamy o zrušení turnajů na území Ruska a vyloučení ruských a běloruských reprezentací ze soutěží včetně týmových turnajů. Ruští a běloruští tenisté mohli nadále na okruzích startovat, ale do odvolání nikoli pod vlajkami Ruska a Běloruska.
Vyšší úrovní ženského profesionálního tenisu byl okruh WTA Tour 2023.

## Chronologický přehled turnajů
Chronologický přehled uvádí turnajovou listinu okruhu WTA 125 2023 včetně dějiště, počtu hráček, povrchu a celkové dotace.
Tabulky měsíců uvádí vítězky a finalistky dvouhry i čtyřhry, dále pak semifinalistky a čtvrtfinalistky dvouhry. Zápis –D/–Q/–Č uvádí počet hráček dvouhry/hráček kvalifikace dvouhry/párů čtyřhry.
| Týden od      | Turnaj | Vítězky                                                         | Finalistky                                      | Semifinalistky                               | Čtvrtfinalistky                                                                           |
| ------------- | --- | --------------------------------------------------------------- | ----------------------------------------------- | -------------------------------------------- | ----------------------------------------------------------------------------------------- |
| 30. ledna     | Copa Oster Cali, Kolumbie 115 000 $ – antuka – 32D/16Q/16Č dvouhra • čtyřhra                                                      | Nadia Podoroská 6–4, 6–2                                        | Paula Ormaecheaová                              | Emiliana Arangová Laura Pigossiová           | Fernanda Contreras Gómezová Martina Colmegnová Elvina Kalievová Valerija Strachovová      |
| 30. ledna     | Copa Oster Cali, Kolumbie 115 000 $ – antuka – 32D/16Q/16Č dvouhra • čtyřhra                                                      | Weronika Falkowská Katarzyna Kawaová 6–1, 5–7, [10–6]           | Kjóka Okamurová Jou Siao-ti                     | Emiliana Arangová Laura Pigossiová           | Fernanda Contreras Gómezová Martina Colmegnová Elvina Kalievová Valerija Strachovová      |
| 27. března    | San Luis Potosí Open San Luis Potosí, Mexiko 115 000 $ – antuka – 32D/16Q/16Č dvouhra • čtyřhra                                   | Elisabetta Cocciarettová 5–7, 6–4, 7–5                          | Sara Erraniová                                  | Elina Avanesjanová Kaja Juvanová             | Tamara Zidanšeková Emiliana Arangová Laura Pigossiová Tatjana Mariová                     |
| 27. března    | San Luis Potosí Open San Luis Potosí, Mexiko 115 000 $ – antuka – 32D/16Q/16Č dvouhra • čtyřhra                                   | Aliona Bolsovová Andrea Gámizová 7–6(7–5), 6–4                  | Oxana Kalašnikovová Katarzyna Piterová          | Elina Avanesjanová Kaja Juvanová             | Tamara Zidanšeková Emiliana Arangová Laura Pigossiová Tatjana Mariová                     |
| 1. května     | L'Open 35 de Saint-Malo Saint-Malo, Francie 115 000 $ – antuka – 32D/11Q/15Č dvouhra • čtyřhra                                    | Sloane Stephensová 6–3, 6–4                                     | Greet Minnenová                                 | Elina Svitolinová Katie Volynetsová          | Jessika Ponchetová Léolia Jeanjeanová Magdalena Fręchová Emma Navarrová                   |
| 1. května     | L'Open 35 de Saint-Malo Saint-Malo, Francie 115 000 $ – antuka – 32D/11Q/15Č dvouhra • čtyřhra                                    | Greet Minnenová Bibiane Schoofsová 7–6(9–7), 7–6(7–3)           | Ulrikke Eikeriová Eri Hozumiová                 | Elina Svitolinová Katie Volynetsová          | Jessika Ponchetová Léolia Jeanjeanová Magdalena Fręchová Emma Navarrová                   |
| 1. května     | Catalonia Open Reus, Španělsko 115 000 $ – antuka – 32D/8Q/12Č dvouhra • čtyřhra                                                  | Sorana Cîrsteaová 6–1, 4–6, 7–6(7–1)                            | Elizabeth Mandliková                            | Dajana Jastremská Lauren Davisová            | Jil Teichmannová Nuria Párrizas Díazová Camila Osoriová Caty McNallyová                   |
| 1. května     | Catalonia Open Reus, Španělsko 115 000 $ – antuka – 32D/8Q/12Č dvouhra • čtyřhra                                                  | Storm Hunterová Ellen Perezová 6–1, 7–6(10–8)                   | Alexa Guarachiová Erin Routliffeová             | Dajana Jastremská Lauren Davisová            | Jil Teichmannová Nuria Párrizas Díazová Camila Osoriová Caty McNallyová                   |
| 15. května    | Trophée Clarins Paříž, Francie 115 000 $ – antuka – 32D/8Q/16Č dvouhra • čtyřhra                                                  | Diane Parryová bez boje                                         | Caty McNallyová                                 | Katie Volynetsová Varvara Gračovová          | Alizé Cornetová Nao Hibinová Linda Nosková Kamilla Rachimovová                            |
| 15. května    | Trophée Clarins Paříž, Francie 115 000 $ – antuka – 32D/8Q/16Č dvouhra • čtyřhra                                                  | Anna Danilinová Věra Zvonarevová 5–7, 7–6(7–2), [14–12]         | Nadija Kičenoková Alycia Parksová               | Katie Volynetsová Varvara Gračovová          | Alizé Cornetová Nao Hibinová Linda Nosková Kamilla Rachimovová                            |
| 15. května    | Firenze Ladies Open Florencie, Itálie 115 000 $ – antuka – 32D/16Q/16Č dvouhra • čtyřhra                                          | Jasmine Paoliniová 6–3, 7–5                                     | Taylor Townsendová                              | Lucia Bronzettiová Sara Erraniová            | Priscilla Honová Ylena In-Albon Matilde Paolettiová Eugenie Bouchardová                   |
| 15. května    | Firenze Ladies Open Florencie, Itálie 115 000 $ – antuka – 32D/16Q/16Č dvouhra • čtyřhra                                          | Vivian Heisenová Ingrid Neelová 1–6, 6–2, [10–8]                | Asia Muhammadová Giuliana Olmosová              | Lucia Bronzettiová Sara Erraniová            | Priscilla Honová Ylena In-Albon Matilde Paolettiová Eugenie Bouchardová                   |
| 5. června     | Makarska International Championships Makarska, Chorvatsko 115 000 $ – antuka – 32D/8Q/8Č dvouhra • čtyřhra                        | Majar Šarífová 2–6, 7–6(8–6), 7–5                               | Jasmine Paoliniová                              | Diane Parryová Rebecca Šramková              | Linda Nosková Jüan Jüe Kateryna Baindlová Ana Konjuhová                                   |
| 5. června     | Makarska International Championships Makarska, Chorvatsko 115 000 $ – antuka – 32D/8Q/8Č dvouhra • čtyřhra                        | Ingrid Neelová Wu Fang-sien 6–3, 7–5                            | Anna Sisková Renata Voráčová                    | Diane Parryová Rebecca Šramková              | Linda Nosková Jüan Jüe Kateryna Baindlová Ana Konjuhová                                   |
| 5. června     | Torneig Internacional de Tennis Femení Solgironès La Bisbal d'Empordà, Španělsko 115 000 $ – antuka – 32D/8Q/8Č dvouhra • čtyřhra | Arantxa Rusová 7–6(7–2), 6–3                                    | Panna Udvardyová                                | Rebeka Masárová María Carléová               | Nadia Podoroská Kaja Juvanová Caroline Dolehideová Jil Teichmannová                       |
| 5. června     | Torneig Internacional de Tennis Femení Solgironès La Bisbal d'Empordà, Španělsko 115 000 $ – antuka – 32D/8Q/8Č dvouhra • čtyřhra | Caroline Dolehideová Diana Šnajderová 7–6(7–5), 6–3             | Aliona Bolsovová Rebeka Masárová                | Rebeka Masárová María Carléová               | Nadia Podoroská Kaja Juvanová Caroline Dolehideová Jil Teichmannová                       |
| 12. června    | BBVA Open Internacional de Valencia Valencie, Španělsko 115 000 $ – antuka – 32D/15Q/7Č dvouhra • čtyřhra                         | Majar Šarífová 6–3, 6–3                                         | Marina Bassols Riberová                         | Nadia Podoroská Tamara Korpatschová          | Ann Liová Mirjam Björklundová Sara Erraniová Jéssica Bouzas Maneirová                     |
| 12. června    | BBVA Open Internacional de Valencia Valencie, Španělsko 115 000 $ – antuka – 32D/15Q/7Č dvouhra • čtyřhra                         | Aliona Bolsovová Andrea Gámizová 6–4, 4–6, [10–7]               | Angelina Gabujevová Irina Chromačovová          | Nadia Podoroská Tamara Korpatschová          | Ann Liová Mirjam Björklundová Sara Erraniová Jéssica Bouzas Maneirová                     |
| 19. června    | Veneto Open Gaiba, Itálie 115 000 $ – tráva – 32D/16Č dvouhra • čtyřhra                                                           | Ashlyn Kruegerová 3–6, 6–4, 7–5                                 | Tatjana Mariová                                 | Olga Danilovićová Robin Montgomeryová        | Yanina Wickmayerová Jüan Jüe Ysaline Bonaventureová Lucrezia Stefaniniová                 |
| 19. června    | Veneto Open Gaiba, Itálie 115 000 $ – tráva – 32D/16Č dvouhra • čtyřhra                                                           | Han Na-re Čang Su-džong 6–3, 3–6, [10–6]                        | Weronika Falkowská Katarzyna Piterová           | Olga Danilovićová Robin Montgomeryová        | Yanina Wickmayerová Jüan Jüe Ysaline Bonaventureová Lucrezia Stefaniniová                 |
| 10. července  | Grand Est Open 88 2023 Contrexéville, Francie 115 000 $ – antuka – 32D/8Q/8Č dvouhra • čtyřhra                                    | Arantxa Rusová 6–3, 6–3                                         | Anastasija Pavljučenkovová                      | Tereza Martincová Fiona Ferrová              | Anna-Lena Friedsamová Sara Erraniová Eva Lysová Cristina Bucșová                          |
| 10. července  | Grand Est Open 88 2023 Contrexéville, Francie 115 000 $ – antuka – 32D/8Q/8Č dvouhra • čtyřhra                                    | Cristina Bucșová Aljona Fominová-Klocová 4–6, 6–3, [10–7]       | Amina Anšbová Anastasia Dețiuc                  | Tereza Martincová Fiona Ferrová              | Anna-Lena Friedsamová Sara Erraniová Eva Lysová Cristina Bucșová                          |
| 10. července  | Nordea Open Båstad, Švédsko 115 000 $ – antuka – 32D/16Č dvouhra • čtyřhra                                                        | Olga Danilovićová 7–6(7–4), 3–6, 6–3                            | Emma Navarrová                                  | Louisa Chiricová Julia Putincevová           | Tamara Zidanšeková Claire Liuová Viktorija Tomovová Aliona Bolsovová                      |
| 10. července  | Nordea Open Båstad, Švédsko 115 000 $ – antuka – 32D/16Č dvouhra • čtyřhra                                                        | Irina Chromačovová Panna Udvardyová 4–6, 6–3, [10–5]            | Eri Hozumiová Čang Su-džong                     | Louisa Chiricová Julia Putincevová           | Tamara Zidanšeková Claire Liuová Viktorija Tomovová Aliona Bolsovová                      |
| 17. července  | Iași Open Jasy, Rumunsko 115 000 $ – antuka –– 32D/16Q/8Č dvouhra • čtyřhra                                                       | Ana Bogdanová 6–2, 6–3                                          | Irina-Camelia Beguová                           | Tamara Zidanšeková Raluca Șerbanová          | Jil Teichmannová Darja Astachovová Laura Pigossiová Simona Waltertová                     |
| 17. července  | Iași Open Jasy, Rumunsko 115 000 $ – antuka –– 32D/16Q/8Č dvouhra • čtyřhra                                                       | Veronika Erjavecová Dalila Jakupovićová 6–4, 6–4                | Irina Baraová Monica Niculescuová               | Tamara Zidanšeková Raluca Șerbanová          | Jil Teichmannová Darja Astachovová Laura Pigossiová Simona Waltertová                     |
| 7. srpna      | Kozerki Open Grodzisk Mazowiecki, Polsko 115 000 $ – antuka – 32D/8Q/8Č dvouhra • čtyřhra                                         | Dajana Jastremská 2–6, 6–1, 6–3                                 | Greet Minnenová                                 | Maja Chwalińská Zeynep Sönmezová             | Martyna Kubková Eva Lysová Tereza Martincová Noma Noha Akugueová                          |
| 7. srpna      | Kozerki Open Grodzisk Mazowiecki, Polsko 115 000 $ – antuka – 32D/8Q/8Č dvouhra • čtyřhra                                         | Katarzyna Kawaová Elixane Lechemiová 6–3, 6–4                   | Naiktha Bainsová Maia Lumsdenová                | Maja Chwalińská Zeynep Sönmezová             | Martyna Kubková Eva Lysová Tereza Martincová Noma Noha Akugueová                          |
| 14. srpna     | Golden Gate Open Stanford, Spojené státy tvrdý – 160 000 $ – 32D/16Q/16Č dvouhra • čtyřhra                                        | Wang Ja-fan 6–2, 6–0                                            | Kamilla Rachimovová                             | Mojuka Učidžimová Jüan Jüe                   | Mai Hontamová Jodie Burrageová Paj Čuo-süan Iryna Šymanovičová                            |
| 14. srpna     | Golden Gate Open Stanford, Spojené státy tvrdý – 160 000 $ – 32D/16Q/16Č dvouhra • čtyřhra                                        | Jodie Burrageová Olivia Gadecká 7–6(7–4), 6–7(6–8), [10–8]      | Hailey Baptisteová Claire Liuová                | Mojuka Učidžimová Jüan Jüe                   | Mai Hontamová Jodie Burrageová Paj Čuo-süan Iryna Šymanovičová                            |
| 14. srpna     | Barranquilla Open Barranquilla, Kolumbie 115 000 $ – tvrdý –– 32D/8Q/8Č dvouhra • čtyřhra                                         | Tatjana Mariová 6–1, 6–2                                        | Fiona Ferrová                                   | Varvara Lepčenková Anna Karolína Schmiedlová | Darja Savilleová Carole Monnetová Irina Fetecăuová Laura Pigossiová                       |
| 14. srpna     | Barranquilla Open Barranquilla, Kolumbie 115 000 $ – tvrdý –– 32D/8Q/8Č dvouhra • čtyřhra                                         | Valentini Grammatikopoulou Despina Papamichailová 7–6(7–2), 7–5 | Yuliana Lizarazová María Paulina Pérez Garcíová | Varvara Lepčenková Anna Karolína Schmiedlová | Darja Savilleová Carole Monnetová Irina Fetecăuová Laura Pigossiová                       |
| 21. srpna     | Chicago Women's Open Chicago, Spojené státy 115 000 $ – tvrdý – 32D/16Q/8Č dvouhra • čtyřhra                                      | Viktorija Tomovová 6–1, 6–4                                     | Claire Liuová                                   | Lucia Bronzettiová Cristina Bucșová          | Kateryna Baindlová Kamilla Rachimovová Rebeka Masárová Rebecca Petersonová                |
| 21. srpna     | Chicago Women's Open Chicago, Spojené státy 115 000 $ – tvrdý – 32D/16Q/8Č dvouhra • čtyřhra                                      | Ulrikke Eikeriová Ingrid Neelová bez boje                       | Cristina Bucșová Alexandra Panovová             | Lucia Bronzettiová Cristina Bucșová          | Kateryna Baindlová Kamilla Rachimovová Rebeka Masárová Rebecca Petersonová                |
| 4. září       | Open Delle Puglie Bari, Itálie 115 000 $ – antuka – 32D/8Q/16Č dvouhra • čtyřhra                                                  | Tamara Zidanšeková 3–6, 7–5, 6–1                                | Rebecca Šramková                                | Alizé Cornetová Jana Fettová                 | Jennifer Ruggeriová Katarzyna Kawaová Zeynep Sönmezová Jaqueline Cristianová              |
| 4. září       | Open Delle Puglie Bari, Itálie 115 000 $ – antuka – 32D/8Q/16Č dvouhra • čtyřhra                                                  | Katarzyna Kawaová Anna Sisková 6–1, 6–2                         | Valentini Grammatikopoulou Elixane Lechemiová   | Alizé Cornetová Jana Fettová                 | Jennifer Ruggeriová Katarzyna Kawaová Zeynep Sönmezová Jaqueline Cristianová              |
| 11. září      | WTA Zavarovalnica Sava Ljubljana Lublaň, Slovinsko 115 000 $ – antuka – 32D/8Q/16Č dvouhra • čtyřhra                              | Marina Bassols Riberová 6–0, 7–6(7–2)                           | Zeynep Sönmezová                                | Tamara Zidanšeková Miriam Bulgaruová         | Katarzyna Kawaová Erika Andrejevová Dalma Gálfiová Lucija Ćirić Bagarićová                |
| 11. září      | WTA Zavarovalnica Sava Ljubljana Lublaň, Slovinsko 115 000 $ – antuka – 32D/8Q/16Č dvouhra • čtyřhra                              | Amina Anšbová Quinn Gleasonová 6–3, 6–4                         | Freya Christieová Yuliana Lizarazová            | Tamara Zidanšeková Miriam Bulgaruová         | Katarzyna Kawaová Erika Andrejevová Dalma Gálfiová Lucija Ćirić Bagarićová                |
| 11. září      | Țiriac Foundation Trophy Bukurešť, Rumunsko 115 000 $ – antuka – 32D/8Q/16Č dvouhra • čtyřhra                                     | Astra Sharmaová 0–6, 7–5, 6–2                                   | Sara Erraniová                                  | Jaqueline Cristianová Darja Semeņistajová    | Anna Bondárová María Lourdes Carléová Noma Noha Akugueová Anca Todoniová                  |
| 11. září      | Țiriac Foundation Trophy Bukurešť, Rumunsko 115 000 $ – antuka – 32D/8Q/16Č dvouhra • čtyřhra                                     | Angelica Moratelliová Camilla Rosatellová 7–5, 6–4              | Valentini Grammatikopoulou Anna Sisková         | Jaqueline Cristianová Darja Semeņistajová    | Anna Bondárová María Lourdes Carléová Noma Noha Akugueová Anca Todoniová                  |
| 18. září      | Parma Ladies Open Parma, Itálie 115 000 $ – antuka – 32D/8Q/16Č dvouhra • čtyřhra                                                 | Ana Bogdanová 7–5, 6–1                                          | Anna Karolína Schmiedlová                       | Katarzyna Kawaová Anna Bondárová             | Kaja Juvanová Jéssica Bouzas Maneirová Viktorija Tomovová Jaqueline Cristianová           |
| 18. září      | Parma Ladies Open Parma, Itálie 115 000 $ – antuka – 32D/8Q/16Č dvouhra • čtyřhra                                                 | Dalila Jakupovićová Irina Chromačovová 6–2, 6–3                 | Anna Bondárová Kimberley Zimmermannová          | Katarzyna Kawaová Anna Bondárová             | Kaja Juvanová Jéssica Bouzas Maneirová Viktorija Tomovová Jaqueline Cristianová           |
| 9. října      | Open de Rouen Capfinances Rouen, Francie 115 000 $ – tvrdý (h) – 32D/8Q/16Č dvouhra • čtyřhra                                     | Viktorija Golubicová 6–4, 6–1                                   | Erika Andrejevová                               | Jaqueline Cristianová Alizé Cornetová        | Greet Minnenová Fiona Ferrová Jodie Burrageová Nuria Párrizas Díazová                     |
| 9. října      | Open de Rouen Capfinances Rouen, Francie 115 000 $ – tvrdý (h) – 32D/8Q/16Č dvouhra • čtyřhra                                     | Maia Lumsdenová Jessika Ponchetová 6–3, 7–6(7–4)                | Anna Bondárová Kimberley Zimmermannová          | Jaqueline Cristianová Alizé Cornetová        | Greet Minnenová Fiona Ferrová Jodie Burrageová Nuria Párrizas Díazová                     |
| 23. října     | Abierto Tampico Tampico, Mexiko 115 000 $ – tvrdý – 32D/7Q/13D dvouhra • čtyřhra                                                  | Emina Bektasová 6–3, 3–6, 7–6(7–3)                              | Anna Kalinská                                   | Kamilla Rachimovová Elizabeth Mandliková     | Caroline Dolehideová Anastasija Tichonovová Katie Volynetsová Fernanda Contreras Gómezová |
| 23. října     | Abierto Tampico Tampico, Mexiko 115 000 $ – tvrdý – 32D/7Q/13D dvouhra • čtyřhra                                                  | Kamilla Rachimovová Anastasija Tichonovová 7–6(7–5), 6–2        | Sabrina Santamariová Heather Watsonová          | Kamilla Rachimovová Elizabeth Mandliková     | Caroline Dolehideová Anastasija Tichonovová Katie Volynetsová Fernanda Contreras Gómezová |
| 30. října     | Dow Tennis Classic Midland, Spojené státy 115 000 $ – tvrdý (h) – 32D/16Q/16Č dvouhra • čtyřhra                                   | Anna Kalinská 7–5, 6–4                                          | Jana Fettová                                    | Emma Navarrová Alycia Parksová               | Emina Bektasová Taylor Townsendová Katherine Sebovová Hailey Baptisteová                  |
| 30. října     | Dow Tennis Classic Midland, Spojené státy 115 000 $ – tvrdý (h) – 32D/16Q/16Č dvouhra • čtyřhra                                   | Hailey Baptisteová Whitney Osuigweová 2–6, 6–2, [10–1]          | Sophie Changová Ashley Laheyová                 | Emma Navarrová Alycia Parksová               | Emina Bektasová Taylor Townsendová Katherine Sebovová Hailey Baptisteová                  |
| 13. listopadu | LP Open by Ind Colina, Chile 115 000 $ – antuka – 32D/8Q/16Č dvouhra • čtyřhra                                                    | Sára Bejlek 6–2, 6–1                                            | Diane Parryová                                  | Elizabeth Mandliková Nadia Podoroská         | Polona Hercogová Julija Starodubcevová Léolia Jeanjeanová Panna Udvardyová                |
| 13. listopadu | LP Open by Ind Colina, Chile 115 000 $ – antuka – 32D/8Q/16Č dvouhra • čtyřhra                                                    | Julia Lohoffová Conny Perrinová 7–6(7–4), 6–2                   | Lucciana Pérez Alarcónová Daniela Seguelová     | Elizabeth Mandliková Nadia Podoroská         | Polona Hercogová Julija Starodubcevová Léolia Jeanjeanová Panna Udvardyová                |
| 20. listopadu | MundoTenis Open Florianópolis, Brazílie 115 000 $ – antuka – 32D/16Q/16Č dvouhra • čtyřhra                                        | Ajla Tomljanovićová 6–1, 7–5                                    | Martina Capurro Tabordová                       | Renata Zarazúová Nadia Podoroská             | Miriam Bulgaruová Sára Bejlek Anca Todoniová Carole Monnetová                             |
| 20. listopadu | MundoTenis Open Florianópolis, Brazílie 115 000 $ – antuka – 32D/16Q/16Č dvouhra • čtyřhra                                        | Sara Erraniová Léolia Jeanjeanová 7–5, 3–6, [10–7]              | Julia Lohoffová Conny Perrinová                 | Renata Zarazúová Nadia Podoroská             | Miriam Bulgaruová Sára Bejlek Anca Todoniová Carole Monnetová                             |
| 27. listopadu | IEB+ Argentina Open Buenos Aires, Argentina 115 000 $ – antuka – 32D/16Q/16Č dvouhra • čtyřhra                                    | Laura Pigossiová 6–3, 6–2                                       | María Lourdes Carléová                          | Julia Rierová Renata Zarazúová               | Diane Parryová Polona Hercogová Elizabeth Mandliková Solana Sierrová                      |
| 27. listopadu | IEB+ Argentina Open Buenos Aires, Argentina 115 000 $ – antuka – 32D/16Q/16Č dvouhra • čtyřhra                                    | María Lourdes Carléová Despina Papamichailová 6–3, 4–6, [11–9]  | María Paulina Pérez Garcíaová Sofia Sewingová   | Julia Rierová Renata Zarazúová               | Diane Parryová Polona Hercogová Elizabeth Mandliková Solana Sierrová                      |
| 27. listopadu | Creand Andorrà Open Andorra la Vella, Andorra 115 000 $ – tvrdý (h) – 32D/8Č dvouhra • čtyřhra                                    | Marina Bassols Riberová 7–5, 7–6(7–3)                           | Erika Andrejevová                               | Heather Watsonová Alizé Cornetová            | Ella Seidelová Jessika Ponchetová Anastasija Sevastovová Clara Tausonová                  |
| 27. listopadu | Creand Andorrà Open Andorra la Vella, Andorra 115 000 $ – tvrdý (h) – 32D/8Č dvouhra • čtyřhra                                    | Erika Andrejevová Céline Naefová 6–2, 6–1                       | Tímea Babosová Heather Watsonová                | Heather Watsonová Alizé Cornetová            | Ella Seidelová Jessika Ponchetová Anastasija Sevastovová Clara Tausonová                  |
| 4. prosince   | Montevideo Open Montevideo, Uruguay 115 000 $ – antuka – 32D/16Q/16Č dvouhra • čtyřhra                                            | Renata Zarazúová 7–5, 3–6, 6–4                                  | Diane Parryová                                  | Robin Montgomeryová María Lourdes Carléová   | Solana Sierrová Ylena In-Albonová Julia Rierová Miriam Bulgaruová                         |
| 4. prosince   | Montevideo Open Montevideo, Uruguay 115 000 $ – antuka – 32D/16Q/16Č dvouhra • čtyřhra                                            | María Lourdes Carléová Julia Rierová 7–6(7–5), 7–5              | Freya Christieová Yuliana Lizarazová            | Robin Montgomeryová María Lourdes Carléová   | Solana Sierrová Ylena In-Albonová Julia Rierová Miriam Bulgaruová                         |
| 4. prosince   | Open P2I Angers Arena Loire Angers, Francie 115 000 $ – tvrdý (h) – 32D/8Q/8Č dvouhra • čtyřhra                                   | Clara Burelová 3–6, 6–4, 6–2                                    | Chloé Paquetová                                 | Cristina Bucșová Dajana Jastremská           | Elisabetta Cocciarettová Audrey Albiéová McCartney Kesslerová Erika Andrejevová           |
| 4. prosince   | Open P2I Angers Arena Loire Angers, Francie 115 000 $ – tvrdý (h) – 32D/8Q/8Č dvouhra • čtyřhra                                   | Cristina Bucșová Monica Niculescuová 6–1, 6–3                   | Anna Danilinová Alexandra Panovová              | Cristina Bucșová Dajana Jastremská           | Elisabetta Cocciarettová Audrey Albiéová McCartney Kesslerová Erika Andrejevová           |
| 11. prosince  | Open BLS de Limoges Limoges, Francie 115 000 $ – tvrdý (h) – 32D/7Q/8Č dvouhra • čtyřhra                                          | Cristina Bucșová 2–6, 6–1, 6–2                                  | Elsa Jacquemotová                               | Erika Andrejevová Anna Blinkovová            | Elisabetta Cocciarettová Anastasija Sevastovová Loïs Boissonová Harmony Tanová            |
| 11. prosince  | Open BLS de Limoges Limoges, Francie 115 000 $ – tvrdý (h) – 32D/7Q/8Č dvouhra • čtyřhra                                          | Cristina Bucșová Jana Sizikovová 6–4, 6–1                       | Oxana Kalašnikovová Maia Lumsdenová             | Erika Andrejevová Anna Blinkovová            | Elisabetta Cocciarettová Anastasija Sevastovová Loïs Boissonová Harmony Tanová            |

## Rozpočet a body
Celková dotace každého turnaje činila 115 000 dolarů. Ubytování a stravování – tzv. hospitality, zajišťovali organizátoři. Vítězky soutěží do žebříčku WTA získaly 160 bodů, finalistky pak 95 bodů.
| Body WTA 125 2023 | Body WTA 125 2023 | Body WTA 125 2023 | Body WTA 125 2023 | Body WTA 125 2023 | Body WTA 125 2023 | Body WTA 125 2023 | Body WTA 125 2023 | Body WTA 125 2023 | Body WTA 125 2023 | Body WTA 125 2023 |
| ↓kategorie / fáze→ | vítězky           | finalistky        | semifinalistky    | čtvrtfinalistky   | 16 v kole         | 32 v kole         | QV                | Q2                | Q1                |                   |
| --- | ----------------- | ----------------- | ----------------- | ----------------- | ----------------- | ----------------- | ----------------- | ----------------- | ----------------- | ----------------- |
| Dvouhra (32D/16Q) | 160               | 95                | 57                | 29                | 15                | 1                 | 6                 | 4                 | 1                 |                   |
| Dvouhra (32D/8Q) | 160               | 95                | 57                | 29                | 15                | 1                 | 6                 | —                 | 1                 |                   |
| Čtyřhra (16Č) | 160               | 95                | 57                | 29                | 1                 | —                 | —                 | —                 | —                 |                   |
| Čtyřhra (8Č) | 160               | 95                | 57                | 1                 | —                 | —                 | —                 | —                 | —                 |                   |
| QV – vítězka kvalifikace, Q1/2 – 1. a 2. kolo kvalifikace, (xS/D/Q) – „x“ počet hráček v soutěži dvouhry/čtyřhry/kvalifikace dvouhry |                   |                   |                   |                   |                   |                   |                   |                   |                   |                   |

## Přehled titulů

### Tituly podle tenistek
| Celkem | tenistka                         | dvouhra | čtyřhra | dvouhra | čtyřhra |
| ------ | -------------------------------- | ------- | ------- | ------- | ------- |
| 4      | Cristina Bucșová (ESP)           | ●       | ●       | 1       | 3       |
| 3      | Katarzyna Kawaová (POL)          |         | ●       | 0       | 3       |
| 3      | Ingrid Neelová (EST)             |         | ●       | 0       | 3       |
| 2      | Marina Bassolsová Riberová (ESP) | ●       |         | 2       | 0       |
| 2      | Ana Bogdanová (ROU)              | ●       |         | 2       | 0       |
| 2      | Arantxa Rusová (NED)             | ●       |         | 2       | 0       |
| 2      | Majar Šarífová (EGY)             | ●       |         | 2       | 0       |
| 2      | Aliona Bolsovová (ESP)           |         | ●       | 0       | 2       |
| 2      | María Lourdes Carléová (ARG)     |         | ●       | 0       | 2       |
| 2      | Andrea Gámizová (VEN)            |         | ●       | 0       | 2       |
| 2      | Irina Chromačovová               |         | ●       | 0       | '2      |
| 2      | Dalila Jakupovićová (SLO)        |         | ●       | 0       | 2       |
| 2      | Despina Papamichailová (GRE)     |         | ●       | 0       | 2       |
| 1      | Sára Bejlek (CZE)                | ●       |         | 1       | 0       |
| 1      | Emina Bektasová (USA)            | ●       |         | 1       | 0       |
| 1      | Clara Burelová (FRA)             | ●       |         | 1       | 0       |
| 1      | Sorana Cîrsteaová (ROU)          | ●       |         | 1       | 0       |
| 1      | Elisabetta Cocciarettová (ITA)   | ●       |         | 1       | 0       |
| 1      | Olga Danilovićová (SRB)          | ●       |         | 1       | 0       |
| 1      | Viktorija Golubicová (SUI)       | ●       |         | 1       | 0       |
| 1      | Anna Kalinská                    | ●       |         | 1       | 0       |
| 1      | Ashlyn Kruegerová (USA)          | ●       |         | 1       | 0       |
| 1      | Tatjana Mariová (GER)            | ●       |         | 1       | 0       |
| 1      | Jasmine Paoliniová (ITA)         | ●       |         | 1       | 0       |
| 1      | Diane Parryová (FRA)             | ●       |         | 1       | 0       |
| 1      | Laura Pigossiová (BRA)           | ●       |         | 1       | 0       |
| 1      | Nadia Podoroská (ARG)            | ●       |         | 1       | 0       |
| 1      | Astra Sharmaová (AUS)            | ●       |         | 1       | 0       |
| 1      | Sloane Stephensová (USA)         | ●       |         | 1       | 0       |
| 1      | Ajla Tomljanovićová (AUS)        | ●       |         | 1       | 0       |
| 1      | Viktorija Tomovová (BUL)         | ●       |         | 1       | 0       |
| 1      | Wang Ja-fan (CHN)                | ●       |         | 1       | 0       |
| 1      | Dajana Jastremská (UKR)          | ●       |         | 1       | 0       |
| 1      | Renata Zarazúová (MEX)           | ●       |         | 1       | 0       |
| 1      | Tamara Zidanšeková (SLO)         | ●       |         | 1       | 0       |
| 1      | Erika Andrejevová                |         | ●       | 0       | 1       |
| 1      | Amina Anšbová                    |         | ●       | 0       | 1       |
| 1      | Hailey Baptisteová (USA)         |         | ●       | 0       | 1       |
| 1      | Jodie Burrageová (GBR)           |         | ●       | 0       | 1       |
| 1      | Anna Danilinová (KAZ)            |         | ●       | 0       | 1       |
| 1      | Caroline Dolehideová (USA)       |         | ●       | 0       | 1       |
| 1      | Ulrikke Eikeriová (NOR)          |         | ●       | 0       | 1       |
| 1      | Veronika Erjavecová (SLO)        |         | ●       | 0       | 1       |
| 1      | Sara Erraniová (ITA)             |         | ●       | 0       | 1       |
| 1      | Weronika Falkowská (POL)         |         | ●       | 0       | 1       |
| 1      | Alena Fominová-Klotzová          |         | ●       | 0       | 1       |
| 1      | Olivia Gadecká (AUS)             |         | ●       | 0       | 1       |
| 1      | Quinn Gleasonová (USA)           |         | ●       | 0       | 1       |
| 1      | Valentini Grammatikopoulou (GRE) |         | ●       | 0       | 1       |
| 1      | Han Na-re (KOR)                  |         | ●       | 0       | 1       |
| 1      | Vivian Heisenová (GER)           |         | ●       | 0       | 1       |
| 1      | Storm Hunterová (AUS)            |         | ●       | 0       | 1       |
| 1      | Čang Su-džong (KOR)              |         | ●       | 0       | 1       |
| 1      | Léolia Jeanjeanová (FRA)         |         | ●       | 0       | 1       |
| 1      | Elixane Lechemiová (FRA)         |         | ●       | 0       | 1       |
| 1      | Julia Lohoffová (GER)            |         | ●       | 0       | 1       |
| 1      | Maia Lumsdenová (GBR)            |         | ●       | 0       | 1       |
| 1      | Greet Minnenová (BEL)            |         | ●       | 0       | 1       |
| 1      | Angelica Moratelliová (ITA)      |         | ●       | 0       | 1       |
| 1      | Céline Naefová (SUI)             |         | ●       | 0       | 1       |
| 1      | Monica Niculescuová (ROU)        |         | ●       | 0       | 1       |
| 1      | Whitney Osuigweová (USA)         |         | ●       | 0       | 1       |
| 1      | Ellen Perezová (AUS)             |         | ●       | 0       | 1       |
| 1      | Conny Perrin (SUI)               |         | ●       | 0       | 1       |
| 1      | Jessika Ponchetová (FRA)         |         | ●       | 0       | 1       |
| 1      | Kamilla Rachimovová              |         | ●       | 0       | 1       |
| 1      | Julia Rierová (ARG)              |         | ●       | 0       | 1       |
| 1      | Camilla Rosatellová (ITA)        |         | ●       | 0       | 1       |
| 1      | Bibiane Schoofsová (NED)         |         | ●       | 0       | 1       |
| 1      | Diana Šnajderová                 |         | ●       | 0       | 1       |
| 1      | Anna Sisková (CZE)               |         | ●       | 0       | 1       |
| 1      | Jana Sizikovová                  |         | ●       | 0       | 1       |
| 1      | Anastasija Tichonovová           |         | ●       | 0       | 1       |
| 1      | Panna Udvardyová (HUN)           |         | ●       | 0       | 1       |
| 1      | Wu Fang-sien (TPE)               |         | ●       | 0       | 1       |
| 1      | Věra Zvonarevová                 |         | ●       | 0       | 1       |

### Tituly podle státu
| Celkem | stát                   | dvouhra | čtyřhra |
| ------ | ---------------------- | ------- | ------- |
| 8      | Španělsko              | 3       | 5       |
| 6      | Spojené státy americké | 3       | 3       |
| 5      | Francie                | 2       | 3       |
| 4      | Rumunsko               | 3       | 1       |
| 4      | Austrálie              | 2       | 2       |
| 4      | Itálie                 | 2       | 2       |
| 3      | Nizozemsko             | 2       | 1       |
| 3      | Argentina              | 1       | 2       |
| 3      | Německo                | 1       | 2       |
| 3      | Slovinsko              | 1       | 2       |
| 3      | Švýcarsko              | 1       | 2       |
| 3      | Estonsko               | 0       | 3       |
| 3      | Polsko                 | 0       | 3       |
| 2      | Egypt                  | 2       | 0       |
| 2      | Česko                  | 1       | 1       |
| 2      | Spojené království     | 0       | 2       |
| 2      | Řecko                  | 0       | 2       |
| 2      | Venezuela              | 0       | 2       |
| 1      | Brazílie               | 1       | 0       |
| 1      | Bulharsko              | 1       | 0       |
| 1      | Čína                   | 1       | 0       |
| 1      | Mexiko                 | 1       | 0       |
| 1      | Srbsko                 | 1       | 0       |
| 1      | Ukrajina               | 1       | 0       |
| 1      | Belgie                 | 0       | 1       |
| 1      | Čínská Tchaj-pej       | 0       | 1       |
| 1      | Maďarsko               | 0       | 1       |
| 1      | Kazachstán             | 0       | 1       |
| 1      | Norsko                 | 0       | 1       |
| 1      | Jižní Korea            | 0       | 1       |